# Línia Hindenburg
|  | No s'ha de confondre amb Línia Sigfrid. |

La línia Hindenburg (anomenada pels alemanys Siegfriedstellung, Posició Sígfrid) va ser una posició de defensa alemanya construïda durant l'hivern de 1916-17 al Front occidental de la Primera Guerra Mundial. La línia discorria entre Arràs i Laffaux, vora el riu Aisne.
Va ser construïda com a defensa fortificada després de les importants Batalla de Verdun i Batalla del Somme, que, conjuntament amb l'Ofensiva Brussílov del Front oriental havia deixat les tropes alemanyes exhaustes. Amb la construcció i posterior retirada cap a la línia Hindenburg a principis de 1917 els alemanys van aconseguir posposar la ofensiva aliada prevista per la primavera d'aquell any, amb l'esperança que la campanya submarina a ultrança i els bombardejos estratègics debilitessin les tropes anglo-franceses. Els alemanys comptaven en aquest moment amb 133 divisions al front occidental, que no eren suficients per organitzar una ofensiva terrestre.
La línia va ser atacada en diverses ocasions però no es va trencar fins a l'Ofensiva dels cent dies que va posar fi a la guerra l'any 1918.